# Orthostigma funchalense
Orthostigma funchalense är en stekelart som beskrevs av Fischer 1995. Orthostigma funchalense ingår i släktet Orthostigma och familjen bracksteklar. Inga underarter finns listade i Catalogue of Life.